# Майвиа, Питер
Фанене Пита Андерсон Майви́а (англ. Fanene Pita Anderson Maivia, 6 апреля 1937, Американское Самоа или Западное Самоа — 13 июня 1982, Гавайи) — самоано-американский рестлер, известный как Пи́тер Майви́а (англ. Peter Maivia).
Он был дедушкой по материнской линии Дуэйна «Скалы» Джонсона. Он также принадлежал к знаменитой семье Аноа’и и был промоутером National Wrestling Alliance на Гавайях.
Член Зала славы WWE с 2008 года.

## Карьера в рестлинге

### Ранняя карьера (1960—1964)
Майвиа дебютировал в 1960 году, работая в NWA Hawaii. Он также работал во Франции, Великобритании и США.

### Новая Зеландия и Австралия (1964—1968)
Проведя первые двадцать лет жизни в Американском Самоа, Майвиа переехал в Новую Зеландию. Он начал свою карьеру в рестлинге, выступая не как «Верховный вождь», а как Принц Питер Майвиа. Атлетически сложенный, талантливый от природы и быстро обучаемый, Майвиа получил свою первоначальную подготовку на ринге в Новой Зеландии, под наблюдением местного рестлера и промоутера Стива Рикарда.
Как на ринге, так и за его пределами Рикард многому научил молодого самоанца в его новой профессии, и под его руководством Майвиа развивался с удивительной скоростью. 3 августа 1964 года, после менее чем года работы в этом бизнесе, популярный новичок ошеломил новозеландских поклонников рестлинга, победив сурового, опытного Рикарда и завоевав престижный новозеландский титул в тяжёлом весе в Окленде. Победа была впечатляющей, однако чемпионства Майвии оказалось очень коротким, и он продержался всего три дня, уступив титул Стиву Рикарду в Веллингтоне 6 августа 1964 года. Тем не менее, дело было сделано, и с этого момента Майвиа стал носить статус звезды на новозеландской территории NWA.
Позже, в 1964 году, Майвиа повторил свой предыдущий успех, завоевав ещё один очень престижный титул — титул австралазийского чемпиона NWA в тяжёлом весе. Майвиа стал новым чемпионом Австралазии, победив Кенгуру Кеннеди в Окленде, и носил этот пояс четыре года подряд, пока в 1968 году не уступил свой титул Стиву Рикарду. Развив свой репертуар и навыки работы на ринге в Новой Зеландии, Майвиа начал потихоньку развиваться и брать заказы в других (и часто более крупных) промоушенах, и успех неизменно следовал за популярным островитянином.

### Различные промоушны (1968—1977)
На протяжении большей части своей карьеры Майвиа продолжал работать в основном на Гавайях. В 1968 году он работал на International Wrestling Enterprise в Японии. С 1969 по 1975 год он работал в NWA San Francisco, NWA Hollywood, World Class Championship Wrestling, Houston Wrestling и American Wrestling Association, завоевав множество титулов.

### World Wide Wrestling Federation (1970—1981)
Во время своего пребывания в World Wide Wrestling Federation он был одной из самых ярких звезд, неоднократно выступая на шоу Championship Wrestling. Он проводил матчи со многими известными рестлерами, ставшими членами Зала славы WWE, такими как Суперзвезда Билли Грэм, Иван Путский и Боб Бэклунд. В 1978 году он стал хилом в матче против Спироса Ариона и Виктора Ривера. За время работы в WWWF он также совершил поездки на Гавайи, в Японию, Торонто, Детройт, Сан-Франциско, Лос-Анджелес и Новую Зеландию. Он покинул WWF в 1981 году.

### Дальнейшая карьера (1981—1982)
После ухода из WWF Майвиа вернулся в Калифорнию. Свой последний записанный матч он провел на Гавайях в феврале 1982 года, победив Виктора Риверу.

## Личная жизнь
Майвиа происходил из рода Али’и династии Малиетоа. Традиционные самоанские татуировки Майвиа, покрывавшие его живот и ноги, были символом его статуса верховного вождя. По словам Суперзвезды Билли Грэма, они были сделаны за три дня. Его жена Офелия Фуатага, которая стала известна как Лиа Майвиа, считалась одной из первых женщин-промоутеров рестлинга. Он также удочерил дочь Лиа — Ату.
Майвиа не одобрял отношения своей дочери с Рокки Джонсоном, поскольку тот был рестлером. Пара поженилась, несмотря на возражения Майвии. Его сын, Питер-младший, после смерти Питера-старшего также занимался рестлингом на Гавайях и Западном побережье, иногда под именем Принц Питер Майвиа.
Майвиа считался «кровным братом» Амитуанаи Аноа’и, отца «Диких самоанцев» (Афа и Сика), поэтому семья Аноа’и рассматривает Майвиа как продолжение своего собственного рода.
Майвиа снимался в пятом фильме о Джеймсе Бонде «Живешь только дважды», где он играет водителя, который доставляет переодетого Бонда в штаб-квартиру Осато. Его персонаж также дерется с Бондом, получает удар диваном, владеет катаной и падает, когда ему на голову разбивают статую. Он был координатором каскадерских боев в фильме.

## Смерть
В 1981 году у Майвиа был диагностирован неоперабельный рак, при этом, как сообщается, он игнорировал симптомы и призывы друзей и родственников обратиться к врачу. Он умер 12 июня 1982 года.

## Наследие
Майвиа был посмертно введен в Зал славы WWE вместе со своим зятем Рокки Джонсоном в 2008 году его внуком Дуэйном Джонсоном. Награду от его имени приняла его дочь Ата Майвиа-Джонсон. В своем видеоролике председатель WWE Винс Макмэн назвал его «крутым сукиным сыном» и человеком, с которым «не хотелось связываться» за пределами ринга, но добавил, что он был «настоящим замечательным, симпатичным парнем». 19 октября 2008 года умерла жена Майвиа, Лия Майвиа.
В мультфильме 2016 года «Моана» дизайн персонажа Мауи был создан на основе фотографий Питера Майвии.